# Anders Budde Christensen
Anders Budde Christensen (født 25. februar 1976) er en dansk skuespiller, der blev uddannet på Statens Teaterskole med afgang i 2004. Han krediteres undertiden blot som Anders Budde.
Han debuterede som teaterskuespiller på Folketeatret i En skærsommernatsdrøm (2004). Han har også optrådt på Café Teatret, Teater Hund, Teater 770, og igen på Folketeatret som Emil fra Lønneberg samt Mungo Park; her har han siden 2012 vært en del af teatrets ensemble. Her har han blandt andet haft hovedrollen som Pinneberg i Hans Falladas Lille mand, hvad nu? samt Chelsea Manning i monologen Manning er fri.
Anders Budde Christensen har medvirket i film som Ole Bornedals Fri os fra det onde (2009) og Sommeren 92 (2015) samt i tv-serier som Lulu & Leon (2009), Manden med de gyldne ører (2009) og Norskov (2015).